# Estats medievals d'Anatòlia
Anatòlia és una gran península a Àsia Occidental i forma un dels dos passos entre Àsia i Europa. Durant la història, han estat diversos els estats que hi han estat fundats, com a independents i vassalls. Aquesta n'és una llista (inclou principats) dels que hi va haver a Anatòlia durant l'edat mitjana.
| Nom de l'estat                                    | Duració del govern | Notes                                                |  |
| ------------------------------------------------- | ------------------ | ---------------------------------------------------- |  |
| Akhis                                             | 1290-1362          | Fraternitat religiosa                                |  |
| Aq Qoyunlu                                        | 1378-1508          |                                                      |  |
| Regne d'Armènia Menor                             | 1198-1375          | Sorgit de l'Imperi Romà d'Orient                     |  |
| Ortúkides                                         | 1102-1233          |                                                      |  |
| Beylik de Sinope                                  | 1247-1335          | Conquerit per Beylik de Candar-oğlu el 1335          |  |
| Alaiye                                            | 1293-1471          | Vassall de Karaman                                   |  |
| Regne d'Armènia Menor                             | 1300-1425          |                                                      |  |
| Beylik de Candar-oğlu (més tard: Isfendiyar-oğlu) | 1292-1461          |                                                      |  |
| Çaka Bey                                          | 1081-1098          |                                                      |  |
| Çoban-oğlu                                        | 1211-1309          |                                                      |  |
| Beylik de Çubukoğulları                           | 1085-1112          | Vassall de l'Imperi Seljúcida                        |  |
| Beylik de Dilmaç                                  | 1085-1410          |                                                      |  |
| Dhu l-Kadr                                        | 1348-1515          |                                                      |  |
| Eretnaoğulları                                    | 1335-1390          | Il-kanat                                             |  |
| Beylik d'Erzincan                                 | 1378-1410          | Sorgit dels Eretnaoğulları                           |  |
| Àixraf Oghullari                                  | 1285-1326          |                                                      |  |
| Beylik de Germiyan-oğlu                           | 1300-1429          |                                                      |  |
| Beylik de Hamit-oğlu                              | 1300-1391          |                                                      |  |
| İnaloğulları                                      | 1095-1183          | Principalment vassall dels seus veïns                |  |
| Burhan al-Din                                     | 1381-1398          | Continuació d'Eretnids                               |  |
| Beylik de Karaman-oğlu                            | 1277-1487          |                                                      |  |
| Beylik de Karesi-oğlu                             | 1296-1357          |                                                      |  |
| Beylik de Ladik                                   | 1262-1391          |                                                      |  |
| Beylik de Menteşe-oğlu                            | 1261-1424          |                                                      |  |
| Pervanèides                                       | 1277-1322          |                                                      |  |
| Ramazanoğulları                                   | 1252-1517          | Principalment vassall dels mamelucs                  |  |
| Sahipataoğulları                                  | 1275-1341          |                                                      |  |
| Beylik de Saruhan-oğlu                            | 1300-1410          |                                                      |  |
| Xah-i Arman                                       | 1100-1207          |                                                      |  |
| Beylik de Tanrıbermiş                             | 1074-1098          |                                                      |  |
| Tekeoğulları                                      | 1321-1423          | Sorgit dels hamídides                                |  |
| Beilicats de Canik                                | 1307-1460          | De fet 6 beilicats                                   |  |
| Imperi Romà d'Orient                              | 0395-1453          | Durant 1204-1261 Imperi de Nicea                     |  |
| Comtat d'Edessa                                   | 1098-1149          | Estat Croat                                          |  |
| Danixmendita                                      | 1071-1178          |                                                      |  |
| Emirat d'Armènia                                  | 0654-0884          | Vassall del Califat Abbàssida                        |  |
| Imperi de Nicea                                   | 1204-1261          | Imperi Romà d'Orient després de la pèrdua de capital |  |
| Imperi de Trebisonda                              | 1204-1261          | Sorgit de l'Imperi Romà d'Orient                     |  |
| Qara Qoyunlu                                      | 1375-1468          |                                                      |  |
| Imperi Llatí                                      | 1204-1261          | Estat Croat                                          |  |
| Mengücekoğulları                                  | 1072-1277          |                                                      |  |
| Imperi Otomà                                      | 1299-1922          | Anomenat Beilicats d'Anatòlia en els primers anys    |  |
| Principat d'Antioquia                             | 1098-1268          | Estat Croat                                          |  |
| Saltúquida                                        | 1072-1202          |                                                      |  |
| Soldanat de Rum                                   | 1077-1307          | Sorgit de l'Imperi Seljúcida                         |  |